# Спортски центар Јубилејни
59° 57′ 01″ N 30° 17′ 31″ E / 59.95028° С; 30.29194° И
Спортски центар Јубилејни (рус. Спортивный комплекс «Юбилейный») вишенаменска је спортска дворана у Санкт Петербургу, Русија. Налази се непосредно крај стадиона Петровски. Званично је отворена 1967, а последње свеобухватно реновирање објекта извршено је током 2015. и 2016. године. Примарно се користи за утакмице хокеја на леду и за такмичења у уметничком клизању и тренутно служи као домаћи терен за хокејаше петербуршког клуба СКА-Нева. У Јубилејном су се играле утакмице Светског првенства у хокеју на леду 2016. чији је Русија била домаћин.
Централни део објекта има округао облик пречника 94 метра и висине 22 метра и чине га укупно 4 ледене дворане. Ледена дворана Јубилејни била је један од главних тренинг центара вишеструког светског и олимпијског првака у уметничком клизању Јевгенија Пљушченка.